# Daughters (Nas)
Daughters è un singolo del rapper statunitense Nas, pubblicato nel 2012 ed estratto dall'album Life Is Good. Il brano è stato prodotto da No I.D.

## Tracce
- Download digitale

1. Daughters – 3:20